# Enigmofusus beckii
Enigmofusus beckii is een slakkensoort uit de familie van de Fasciolariidae. De wetenschappelijke naam van de soort werd in 1848 voor het eerst geldig gepubliceerd door Lovell Augustus Reeve.